# Karakore
Karakore (parfois orthographié en deux mots, Kara Kore) est une ville du nord-est de l'Éthiopie, située dans la zone Semien Shewa de la région Amhara, dans le woreda d'Efratana Gidim.

## Situation
Karakore se trouve vers 1 750 m d'altitude sur l'A2 (en) à 280 km au nord-nord-est d'Addis-Abeba entre Ataye et Kemise.
En passant sur la principale route nord-sud dans les années 1940, David Buxton a décrit la ville comme étant située à l'est de l'escarpement des hauts plateaux éthiopiens, et « un district connu pour ses braquages armés sur la route ».

## Démographie
Selon les chiffres de l'Agence centrale de la statistique de 2005, Karakore a une population totale estimée à 7 487 habitants, dont 3 795 hommes et 3 692 femmes.
D'après le recensement national de 2007, Karacore compte 3 680 habitants ce qui en fait la seconde ville du woreda Efratana Gidim après Ataye.